# Coupe de France de biathlon
La coupe de France de biathlon ou Samse Biathlon National Tour, est une compétition de biathlon en plusieurs étapes, organisée annuellement par la Fédération française de ski (FFS). Chaque saison, la biathlète, le biathlète et le comité ayant obtenu le plus de points au fil des étapes remporte le classement général.

## Histoire
Partenaire de la Fédération française de ski (FFS) depuis 2006 et acteur important dans la formation des jeunes espoirs en ski alpin, la Samse est devenue en 2014 partenaire titre de la coupe de France de biathlon, devenant ainsi le Samse Biathlon National Tour.

## Déroulement
Organisée entre septembre et avril, la saison de coupe de France de biathlon comprend deux parties. La première concerne le biathlon d'été (en ski à roulettes) avec deux étapes en septembre et octobre et s'intitule Biathlon Summer Tour (BST). Le BST inclus notamment les championnats de France de biathlon d'été. La seconde, la principale, concerne la saison hivernale de biathlon avec entre cinq et huit étapes de novembre à mars ou avril et s'intitule le Biathlon National Tour (BNT). Le classement général individuel est déterminé par l’addition des points BST et BNT acquis à chaque épreuve desquels les plus mauvais scores seront déduits.

## Règlement

### Attribution des points
Tout comme en Coupe du Monde, le barème de points a évolué à plusieurs reprises depuis les premières éditions de la Coupe de France. L'attribution des points en vigueur depuis la saison 2023-2024 récompense plus généreusement les six premiers de chaque course.
| RANG     | 1  | 2  | 3  | 4  | 5  | 6  | 7  | 8  | 9  | 10 | 11 | 12 | 13 | 14 | 15 | 16 à 30                     |
| -------- | -- | -- | -- | -- | -- | -- | -- | -- | -- | -- | -- | -- | -- | -- | -- | --------------------------- |
| Point(s) | 50 | 46 | 43 | 40 | 37 | 34 | 32 | 30 | 28 | 26 | 24 | 22 | 20 | 18 | 16 | Un point de moins par place |

| RANG     | 1   | 2  | 3  | 4  | 5  | 6  | 7  | 8  | 9  | 10 | 11 | 12 | 13 | 14 | 15 | 16 | 17 | 18 | 19 | 20 | 21 | 22 | 23 | 24 | 25 | 26 à 60                     |
| -------- | --- | -- | -- | -- | -- | -- | -- | -- | -- | -- | -- | -- | -- | -- | -- | -- | -- | -- | -- | -- | -- | -- | -- | -- | -- | --------------------------- |
| Point(s) | 100 | 94 | 89 | 85 | 81 | 78 | 75 | 72 | 69 | 66 | 64 | 62 | 60 | 58 | 56 | 54 | 52 | 50 | 48 | 46 | 44 | 42 | 40 | 38 | 36 | Un point de moins par place |

| RANG     | 1  | 2  | 3  | 4  | 5  | 6  | 7  | 8  | 9  | 10 à 40                     |
| -------- | -- | -- | -- | -- | -- | -- | -- | -- | -- | --------------------------- |
| Point(s) | 60 | 54 | 48 | 43 | 40 | 38 | 36 | 34 | 32 | Un point de moins par place |

| RANG     | 1  | 2  | 3  | 4  | 5  | 6  | 7  | 8  | 9  | 10 | 11 à 39                     | 40 et + |
| -------- | -- | -- | -- | -- | -- | -- | -- | -- | -- | -- | --------------------------- | ------- |
| Point(s) | 90 | 75 | 60 | 50 | 45 | 40 | 35 | 34 | 32 | 31 | Un point de moins par place | 1       |

## Palmarès

### U22/Sénior
Depuis l'hiver 2018-2019, le classement général U21 est commun avec celui des séniors.
Depuis l'hiver 2021-2022, la catégorie U22 remplace la catégorie U21.

#### Hommes
| Saison | Vainqueur                                                 | Points                                                    | Deuxième                                                  | Points                                                    | Troisième                                                 | Points                                                    |
| 04-05  | Guillaume Robert                                          | 397                                                       | Johan Poncon                                              | 379                                                       | Julien Mougel                                             | 372                                                       |
| 05-06  | Johan Poncon                                              | 398                                                       | Baptiste Desthieux                                        | 381                                                       | Alexis Bœuf                                               | 354                                                       |
| 09-10  | Ludwig Ehrhart                                            | 346                                                       | Clément Mailler                                           | 325                                                       | Florent Claude                                            | 323                                                       |
| 11-12  | Antonin Guigonnat                                         | 421                                                       | Quentin Fillon Maillet                                    | 371                                                       | Simon Desthieux                                           | 367                                                       |
| 12-13  | Quentin Fillon Maillet                                    | 1155                                                      | Clément Dumont                                            | 1082                                                      | Mathieu Legrand                                           | 1068                                                      |
| 13-14  | Fabien Claude                                             | 1047                                                      | Jason Fillon Maillet                                      | 1031                                                      | Pierre-Romain Thionnet                                    | 1021                                                      |
| 14-15  | Alexandre Bereziat                                        | 898                                                       | Émilien Jacquelin                                         | 874                                                       | Yohan Huillier                                            | 862                                                       |
| 15-16  | Fabien Nivault                                            | 921                                                       | Félix Cottet Puinel                                       | 915                                                       | Guillaume Munoz                                           | 804                                                       |
| 16-17  | Fabien Nivault (2)                                        | 1000                                                      | Morgan Lamure                                             | 996                                                       | Hugo Rivail                                               | 992                                                       |
| 17-18  | Martin Perrillat Bottonet                                 | 982                                                       | Morgan Lamure                                             | 939                                                       | Cyril Grandclement                                        | 900                                                       |
| 18-19  | Félix Cottet Puinel                                       | 781                                                       | Morgan Lamure                                             | 771                                                       | Léo Raffin                                                | 758                                                       |
| 19-20  | Thomas Briffaz                                            | 629                                                       | Pierre Monney                                             | 583                                                       | Morgan Lamure Ambroise Meunier                            | 577                                                       |
| 20-21  | Épreuves annulées en raison de la pandémie de coronavirus | Épreuves annulées en raison de la pandémie de coronavirus | Épreuves annulées en raison de la pandémie de coronavirus | Épreuves annulées en raison de la pandémie de coronavirus | Épreuves annulées en raison de la pandémie de coronavirus | Épreuves annulées en raison de la pandémie de coronavirus |
| 21-22  | Jacques Jefferies                                         | 520                                                       | Damien Levet                                              | 415                                                       | Théo Guiraud Poillot                                      | 414                                                       |
| 22-23  | Martin Bourgeois République                               | 386                                                       | Mathieu Perrillat Bottonet                                | 358                                                       | Thomas Briffaz                                            | 340                                                       |
| 23-24  | Ambroise Meunier                                          | 658                                                       | Jacques Jefferies                                         | 536                                                       | Ian Martinet                                              | 536                                                       |
| 24-25  | ? (non renseigné)                                         |                                                           | ? (non renseigné)                                         |                                                           | ? (non renseigné)                                         |                                                           |

#### Dames
| Saison | Vainqueur                                                 | Points                                                    | Deuxième                                                  | Points                                                    | Troisième                                                 | Points                                                    |
| 04-05  | Claire Breton                                             | 502                                                       | Hélène Marie                                              | 496                                                       | Sarah Mazuir                                              | 469                                                       |
| 09-10  | Marion Charles                                            | 385                                                       | Florie Thionnet                                           | 348                                                       | Florie Vigneron                                           | 343                                                       |
| 11-12  | Juliette Lazzarotto                                       | 427                                                       | Claudie Thomas                                            | 412                                                       | Floriane Parisse                                          | 397                                                       |
| 12-13  | Énora Latuillière                                         | 1126                                                      | Juliette Lazzarotto                                       | 1104                                                      | Floriane Parisse                                          | 1062                                                      |
| 13-14  | Margaux Achard                                            | 1247                                                      | Julie Gleizes                                             | 1149                                                      | Léa Ducordeau                                             | 1132                                                      |
| 14-15  | Laurane Sauvage                                           | 949                                                       | Margaux Achard                                            | 924                                                       | Julie Cardon                                              | 909                                                       |
| 15-16  | Caroline Colombo                                          | 899                                                       | Estelle Mougel                                            | 877                                                       | Julie Chenevoy                                            | 866                                                       |
| 16-17  | Myrtille Bègue                                            | 1037                                                      | Émily Battendier                                          | 1022                                                      | Caroline Colombo                                          | 1007                                                      |
| 17-18  | Déborah Laffont                                           | 925                                                       | Lou Jeanmonnot                                            | 923                                                       | Marine Challamel                                          | 883                                                       |
| 18-19  | Gilonne Guigonnat                                         | 819                                                       | Déborah Laffont                                           | 766                                                       | Pauline Vuillemin                                         | 761                                                       |
| 19-20  | Paula Botet                                               | 655                                                       | Laura Boucaud                                             | 615                                                       | Thaïs Barthélémy                                          | 575                                                       |
| 20-21  | Épreuves annulées en raison de la pandémie de coronavirus | Épreuves annulées en raison de la pandémie de coronavirus | Épreuves annulées en raison de la pandémie de coronavirus | Épreuves annulées en raison de la pandémie de coronavirus | Épreuves annulées en raison de la pandémie de coronavirus | Épreuves annulées en raison de la pandémie de coronavirus |
| 21-22  | Jeanne Richard                                            | 548                                                       | Camille Coupé                                             | 487                                                       | Eve Bouvard                                               | 478                                                       |
| 22-23  | Eve Bouvard                                               | 386                                                       | Noémie Remonnay                                           | 381                                                       | Margot Chichignoud                                        | 351                                                       |
| 23-24  | Coralie Langel                                            | 683                                                       | Fany Bertrand                                             | 633                                                       | Lisa Siberchicot                                          | 581                                                       |
| 24-25  | ? (non renseigné)                                         |                                                           | ? (non renseigné)                                         |                                                           | ? (non renseigné)                                         |                                                           |

### U19

#### Hommes
| Saison | Vainqueur                                                 | Points                                                    | Deuxième                                                  | Points                                                    | Troisième                                                 | Points                                                    |
| 04-05  | Maël Cadeddu                                              | 463                                                       | Jean-Guillaume Béatrix                                    | 428                                                       | Alexis Bœuf                                               | 424                                                       |
| 05-06  | Jean-Guillaume Béatrix                                    | 468                                                       | Grégoire Jacquelin                                        | 464                                                       | Aymeric Deschamps                                         | 417                                                       |
| 06-07  | Jean-Guillaume Béatrix (2)                                | 196                                                       | Martin Fourcade                                           | 185                                                       | Ludwig Ehrhart                                            | 167                                                       |
| 09-10  | Jérémy Finello                                            | 376                                                       | Quentin Fillon Maillet                                    | 375                                                       | Baptiste Leprince Favereaux                               | 338                                                       |
| 11-12  | Clément Dumont                                            | 442                                                       | Florian Rivot                                             | 400                                                       | Fabien Claude                                             | 354                                                       |
| 12-13  | Fabien Claude                                             | 1082                                                      | Aristide Bègue                                            | 930                                                       | Jason Fillon Maillet                                      | 927                                                       |
| 13-14  | Émilien Jacquelin                                         | 727                                                       | Félix Cottet Puinel                                       | 719                                                       | Guillaume Munoz                                           | 663                                                       |
| 14-15  | Mathieu Perrillat Bottonet                                | 783                                                       | Morgan Lamure                                             | 703                                                       | Rémi Salacroup                                            | 702                                                       |
| 15-16  | Martin Perrillat Bottonet                                 | 902                                                       | Morgan Lamure                                             | 893                                                       | Émilien Claude                                            | 887                                                       |
| 16-17  | Émilien Claude                                            | 858                                                       | Martin Bourgeois République                               | 838                                                       | Tom Mancini                                               | 759                                                       |
| 17-18  | Émilien Claude (2)                                        | 794                                                       | Martin Bourgeois République                               | 722                                                       | Sébastien Mahon                                           | 684                                                       |
| 18-19  | Thomas Briffaz                                            | 848                                                       | Oscar Lombardot                                           | 806                                                       | Louis Girod                                               | 775                                                       |
| 19-20  | Éric Perrot                                               | 673                                                       | Damien Levet                                              | 627                                                       | Théo Guiraud Poillot                                      | 598                                                       |
| 20-21  | Épreuves annulées en raison de la pandémie de coronavirus | Épreuves annulées en raison de la pandémie de coronavirus | Épreuves annulées en raison de la pandémie de coronavirus | Épreuves annulées en raison de la pandémie de coronavirus | Épreuves annulées en raison de la pandémie de coronavirus | Épreuves annulées en raison de la pandémie de coronavirus |
| 21-22  | Lou Thievent                                              | 433                                                       | Edgar Geny                                                | 420                                                       | Gaëtan Paturel                                            | 405                                                       |
| 22-23  | Lionel Jouannaud                                          | 354                                                       | Judicaël Perrillat Bottonet                               | 281                                                       | Martin Botet                                              | 274                                                       |
| 23-24  | Antonin Guy                                               | 606                                                       | Antonin Delsol                                            | 541                                                       | Flavio Guy                                                | 510                                                       |
| 24-25  | ? (non renseigné)                                         |                                                           | ? (non renseigné)                                         |                                                           | ? (non renseigné)                                         |                                                           |

#### Dames
| Saison | Vainqueur                                                 | Points                                                    | Deuxième                                                  | Points                                                    | Troisième                                                 | Points                                                    |
| 04-05  | Laure Soulie                                              | 434                                                       | Marine Dusser                                             | 391                                                       | Marine Rougeot                                            | 376                                                       |
| 06-07  | Marie-Laure Brunet                                        | 200                                                       | Laure Bosc                                                | 167                                                       | Marine Dusser                                             | 166                                                       |
| 09-10  | Énora Latuillière                                         | 376                                                       | Juliette Lazzarotto                                       | 333                                                       | Manon Contin                                              | 332                                                       |
| 11-12  | Coline Varcin                                             | 401                                                       | Chloé Chevalier                                           | 395                                                       | Anaïs Chevalier-Bouchet                                   | 385                                                       |
| 12-13  | Chloé Chevalier                                           | 991                                                       | Julie Gleizes                                             | 968                                                       | Laurane Sauvage                                           | 956                                                       |
| 13-14  | Julia Simon                                               | 1111                                                      | Julia Cardon                                              | 1094                                                      | Julie Chenevoy                                            | 1052                                                      |
| 14-15  | Caroline Colombo                                          | 734                                                       | Julie Pepin                                               | 731                                                       | Lou Jeanmonnot                                            | 701                                                       |
| 15-16  | Lou Jeanmonnot                                            | 945                                                       | Myrtille Bègue                                            | 943                                                       | Gilonne Guigonnat                                         | 852                                                       |
| 16-17  | Lou Jeanmonnot (2)                                        | 871                                                       | Gilonne Guigonnat                                         | 864                                                       | Sophie Chauveau                                           | 792                                                       |
| 17-18  | Coline Pasteur                                            | 753                                                       | Sophie Chauveau                                           | 749                                                       | Camille Bened                                             | 740                                                       |
| 18-19  | Paula Botet                                               | 865                                                       | Camille Bened                                             | 838                                                       | Laura Boucaud                                             | 786                                                       |
| 19-20  | Chloé Bened                                               | 653                                                       | Jeanne Richard                                            | 622                                                       | Océane Michelon                                           | 610                                                       |
| 20-21  | Épreuves annulées en raison de la pandémie de coronavirus | Épreuves annulées en raison de la pandémie de coronavirus | Épreuves annulées en raison de la pandémie de coronavirus | Épreuves annulées en raison de la pandémie de coronavirus | Épreuves annulées en raison de la pandémie de coronavirus | Épreuves annulées en raison de la pandémie de coronavirus |
| 21-22  | Anaëlle Bondoux                                           | 468                                                       | Violette Bony                                             | 439                                                       | Amandine Mengin                                           | 379                                                       |
| 22-23  | Voldiya Galmace Paulin                                    | 330                                                       | Amandine Mangin                                           | 330                                                       | Eva Laine                                                 | 307                                                       |
| 23-24  | Voldiya Galmace Paulin (2)                                | 720                                                       | Lou-Anne Dupont Ballet-Baz                                | 515                                                       | Maëla Correia                                             | 475                                                       |
| 24-25  | ? (non renseigné)                                         |                                                           | ? (non renseigné)                                         |                                                           | ? (non renseigné)                                         |                                                           |

### U17
La catégorie U17 remplace la catégorie U16.

#### Hommes
| Saison | Vainqueur                                                 | Points                                                    | Deuxième                                                  | Points                                                    | Troisième                                                 | Points                                                    |
| 04-05  | Yann Guigonnet                                            | 150                                                       | Colin Barbe                                               | 149                                                       | Rémy Borgeot                                              | 146                                                       |
| 05-06  | Ludwig Ehrhart                                            | 200                                                       | Valentin Gaillard                                         | 169                                                       | Florent Claude                                            | 140                                                       |
| 11-12  | Félix Cottet Puinel                                       | 233                                                       | Adrien Gaydon                                             | 226                                                       | Bruce Gentil                                              | 196                                                       |
| 12-13  | Martin Perrillat Bottonet                                 | 300                                                       | Quentin Caradot                                           | 275                                                       | Arthur Breysse                                            | 272                                                       |
| 13-14  | Émilien Claude                                            | 294                                                       | Paul Berger                                               | 273                                                       | Clément Schwartz                                          | 272                                                       |
| 14-15  | Émilien Claude (2)                                        | 300                                                       | Martin Bourgeois République                               | 282                                                       | Pierre Monney                                             | 277                                                       |
| 15-16  | Thomas Briffaz                                            | 278                                                       | Valentin Abel                                             | 275                                                       | Rémi Broutier                                             | 272                                                       |
| 16-17  | Mathis Desloges                                           | 289                                                       | Théo Bessière                                             | 282                                                       | Mathis Huyghe                                             | 274                                                       |
| 17-18  | Mathis Desloges (2)                                       | 400                                                       | Aubin Gautier Pelissier                                   | 382                                                       | Victor Cullet                                             | 372                                                       |
| 18-19  | Tom Bourgin Millet                                        | 461                                                       | Gaëtan Paturel                                            | 460                                                       | Lou Thievent                                              | 439                                                       |
| 19-20  | Lou Thievent                                              | 500                                                       | Maxence Pialat                                            | 473                                                       | Gaëtan Paturel                                            | 457                                                       |
| 20-21  | Épreuves annulées en raison de la pandémie de coronavirus | Épreuves annulées en raison de la pandémie de coronavirus | Épreuves annulées en raison de la pandémie de coronavirus | Épreuves annulées en raison de la pandémie de coronavirus | Épreuves annulées en raison de la pandémie de coronavirus | Épreuves annulées en raison de la pandémie de coronavirus |
| 21-22  | Antonin Guy                                               | 300                                                       | Judicaël Perrillat Bottonet                               | 262                                                       | Alexis Colomban                                           | 245                                                       |
| 22-23  | Antonin Guy (2)                                           | 294                                                       | Cyprien Mermillod Blardet                                 | 244                                                       | Camille Grataloup Manissolle                              | 235                                                       |
| 23-24  | Nans Madelenat                                            | 660                                                       | Estéban Moreira                                           | 560                                                       | Émile Perrillat Bottonet                                  | 550                                                       |
| 24-25  | ? (non renseigné)                                         |                                                           | ? (non renseigné)                                         |                                                           | ? (non renseigné)                                         |                                                           |

#### Dames
| Saison | Vainqueur                                                 | Points                                                    | Deuxième                                                  | Points                                                    | Troisième                                                 | Points                                                    |
| 04-05  | Sophie Boilley                                            | 192                                                       | Manon Locatelli                                           | 172                                                       | Manon Simille                                             | 149                                                       |
| 11-12  | Justine Braisaz-Bouchet                                   | 233                                                       | Julia Simon                                               | 199                                                       | Émily Battendier                                          | 181                                                       |
| 12-13  | Émilie Bulle                                              | 294                                                       | Myrtille Bègue                                            | 294                                                       | Marie Grégoire                                            | 283                                                       |
| 13-14  | Lou Jeanmonnot                                            | 300                                                       | Suzon Fabre                                               | 283                                                       | Gilonne Guigonnat                                         | 272                                                       |
| 14-15  | Camille Bened                                             | 288                                                       | Clotilde Ramaz                                            | 283                                                       | Laura Boucaud                                             | 269                                                       |
| 15-16  | Camille Bened (2)                                         | 300                                                       | Laura Boucaud                                             | 277                                                       | Lou-Anne Chevat                                           | 264                                                       |
| 16-17  | Maya Cloetens                                             | 273                                                       | Zélie Pottecher                                           | 264                                                       | Noémie Remonnay                                           | 259                                                       |
| 17-18  | Maya Cloetens (2)                                         | 388                                                       | Océane Michelon                                           | 373                                                       | Léonie Jeannier                                           | 368                                                       |
| 18-19  | Chloé Bened                                               | 500                                                       | Océane Michelon                                           | 468                                                       | Lola Gilbert Jeanselme                                    | 442                                                       |
| 19-20  | Lola Gilbert Jeanselme                                    | 500                                                       | Anna Blanc                                                | 470                                                       | Amandine Mengin                                           | 457                                                       |
| 20-21  | Épreuves annulées en raison de la pandémie de coronavirus | Épreuves annulées en raison de la pandémie de coronavirus | Épreuves annulées en raison de la pandémie de coronavirus | Épreuves annulées en raison de la pandémie de coronavirus | Épreuves annulées en raison de la pandémie de coronavirus | Épreuves annulées en raison de la pandémie de coronavirus |
| 21-22  | Voldiya Galmace Paulin                                    | 300                                                       | Lou-Anne Dupont Ballet-Baz                                | 270                                                       | Alice Dusserre                                            | 264                                                       |
| 22-23  | Alice Dusserre                                            | 271                                                       | Louise Roguet                                             | 258                                                       | Lola Bugeaud                                              | 253                                                       |
| 23-24  | Juliette Oliva                                            | 580                                                       | Rosalie Odile                                             | 576                                                       | Matilda Dodos                                             | 500                                                       |
| 24-25  | ? (non renseigné)                                         |                                                           | ? (non renseigné)                                         |                                                           | ? (non renseigné)                                         |                                                           |